# Sehrīq
Sehrīq (persiska: Seḩrīq, سهریق) är en ort i Iran.   Den ligger i provinsen Östazarbaijan, i den nordvästra delen av landet, 500 km nordväst om huvudstaden Teheran. Sehrīq ligger 1 610 meter över havet och antalet invånare är 121.
Terrängen runt Sehrīq är huvudsakligen kuperad, men norrut är den bergig. Runt Sehrīq är det ganska glesbefolkat, med 34 invånare per kvadratkilometer. Närmaste större samhälle är Kaleybar, 12,7 km norr om Sehrīq. Trakten runt Sehrīq består i huvudsak av gräsmarker.